# 李楠 (萬曆丙戌進士)
李楠（1542年—1607年），字伯南，號中石，河南歸德府永城縣人，軍籍，明朝政治人物。

## 生平
隆慶四年（1570年）庚午科河南鄉試第二十名舉人，萬曆十四年（1586年）中式丙戌科會試第三百名，三甲第二百八名進士。吏部觀政，授松江府推官，二十年（1592年）十月升浙江道監察御史，二十一年（1593年）巡按陝西茶馬，乞假回籍，二十六年（1598年）起為湖廣道監察御史，巡按浙江，丁父憂。服闋，起復原職，巡視京營，考選軍政，兼掌河南道印務，三十四年（1606年）奉命巡按順天，同年任順天鄉試同考官，以勞染脾病，三十五年（1607年）三月卒。

## 家族
曾祖李敬，贈文林郎；祖父李琛，巴州同知；父李良知，興化縣訓導。母張氏。從兄李楫，弟李皙、李楨、李棨、李植。李楫子李支揚。